# Unavngivet KoRn-album
Metal-bandet Korn's ottende studiealbum blev udgivet d. 31. juli i USA gennem Virgin Records. Den normale udgave indeholder 13 numre mens deluxeudgaven indeholder 14 ("Sing Sorrow" som et bonusnummer). Albummet blev udgivet uden noget navn hvilket ifølge vokalist Jonathan Davis var på grund af "hvorfor ikke lade vores fans kalde det hvad de vil?" På hjemmesider, salgsider og fansider bliver albummet ofte omtalt som 8, Korn (Ikke for at forveksle med deres debutalbum), Korn II, Korn 2007, Dying Bird, Turn the Crank, The White Album, og mest brugt Untitled.
Det unavngivet album var den anden udgivelse uden den originale guitarist Brian "Head" Welch såvel som det andet studiealbum til at blive co-skrevet og produceret af Atticus Ross og The Matrix (selvom The Matrix forlod projektet meget tidligt)
Albummet er blevet beskrevet som mere atmosfærisk, tungt og nogen gange progressiv. Davis udtalte at udgivelsen havde indflydelse fra The Cure og The Beatles..

## Numre
1. "Intro" – 1:57
2. "Starting Over" – 4:02
3. "Bitch We Got a Problem" – 3:22
4. "Evolution" – 3:37
5. "Hold On" – 3:05
6. "Kiss" – 4:09
7. "Do What They Say" – 4:17
8. "Ever Be" – 4:48
9. "Love and Luxury" – 3:00
10. "Innocent Bystander" – 3:28
11. "Killing" – 3:36
12. "Hushabye" – 3:52
13. "I Will Protect You" – 5:30

### Bonusnumre
1. "Sing Sorrow" (Deluxe udgave bonusnumer) – 4:33
2. "Overture or Obituary" (iTunes forudbestilling) – 3:02

### Bonus DVD
1. Making of Documentary – 48:13
2. Korn Photo Slideshow – 3:38